# 密穗早熟禾
密穗早熟禾（学名：Poa spiciformis）为禾本科早熟禾属下的一个种。